# Tennis ai XVI Giochi del Mediterraneo - Singolare femminile
Il torneo di tennis singolare femminile ai XVI Giochi del Mediterraneo si è svolto al Circolo Tennis di Pescara dal 28 giugno al 3 luglio 2009. Vi hanno partecipato 15 tenniste e il torneo si è articolato su cinque turni totali: 1º turno, ottavi, quarti, semifinali e finali, nelle quali sono state assegnate le medaglie alle prime tre classificate. Ogni partita si è disputata al meglio dei tre set.

## Teste di serie
Le seguenti giocatrici sono le teste di serie del torneo.
| # | Giocatrice              | Nazionalità          | Ranking | Risultato |
| - | ----------------------- | -------------------- | ------- | --------- |
| 1 | Mervana Jugic Salkic    | Bosnia ed Erzegovina | 167     |           |
| 2 | Eva Fernadez Brugues    | Spagna               | 223     |           |
| 3 | Ozgen Pemra             | Turchia              | 340     |           |
| 4 | Evelyn Mayr             | Italia               | 354     |           |
| 5 | Çağla Büyükakçay        | Turchia              | 339     |           |
| 6 | Astrid Besser           | Italia               | 461     |           |
| 7 | Fatima Zahrae El Allami | Marocco              | 544     |           |
| 8 | Nadia Lalami Laaroussi  | Marocco              | 647     |           |

## Tabellone
Ecco il dettaglio degli incontri.

### Fase finale
|  | Semifinali | Semifinali             | Semifinali             | Semifinali | Semifinali |  |  | Finale          | Finale                 | Finale | Finale | Finale |  |
|  |            |                        |                        |            |            |  |  |                 |                        |        |        |        |  |
|  |            | Laura Pous Tió         | Laura Pous Tió         | 6          | 6          |  |  |                 |                        |        |        |        |  |
|  | 8          | Nadia Lalami Laaroussi | Nadia Lalami Laaroussi | 1          | 4          |  |  |                 | Laura Pous Tió         | 6      | 6      | 2 r    |  |
|  | 4          | Evelyn Mayr            | 6                      | 6          | 6          |  |  | 4               | Evelyn Mayr            | 2      | 7      | 5      |  |
|  | 2          | Eva Fernadez Brugues   | 1                      | 7          | 4          |  |  |                 |                        |        |        |        |  |
|  |            |                        |                        |            |            |  |  |                 |                        |        |        |        |  |
|  |            |                        |                        |            |            |  |  | Finale 3º posto |                        |        |        |        |  |
|  |            |                        |                        |            |            |  |  |                 |                        |        |        |        |  |
|  |            |                        |                        |            |            |  |  | 8               | Nadia Lalami Laaroussi | 4      | 6      | 6      |  |
|  |            |                        |                        |            |            |  |  | 2               | Eva Fernadez Brugues   | 6      | 3      | 7      |  |

### Parte alta

#### Sezione 1
|  | Ottavi di finale         | Ottavi di finale         | Ottavi di finale         | Ottavi di finale | Ottavi di finale |  |  | Quarti di finale | Quarti di finale     | Quarti di finale     | Quarti di finale | Quarti di finale |  |
|  |                          |                          |                          |                  |                  |  |  |                  |                      |                      |                  |                  |  |
|  |                          |                          |                          |                  |                  |  |  | 1                | Mervana Jugic Salkic | Mervana Jugic Salkic | 4                | 3                |  |
|  | Fatima-Zohra Bouabdellah | Fatima-Zohra Bouabdellah | Fatima-Zohra Bouabdellah | 0                | 3                |  |  |                  | Laura Pous Tió       | Laura Pous Tió       | 6                | 6                |  |
|  | Laura Pous Tió           | Laura Pous Tió           | Laura Pous Tió           | 6                | 6                |  |  |                  |                      |                      |                  |                  |  |

#### Sezione 2
|  | Ottavi di finale | Ottavi di finale       | Ottavi di finale  | Ottavi di finale | Ottavi di finale |  |  | Quarti di finale | Quarti di finale       | Quarti di finale       | Quarti di finale | Quarti di finale |  |
|  |                  |                        |                   |                  |                  |  |  |                  |                        |                        |                  |                  |  |
|  | 3                | Pemra Özgen            | 4                 | 6                | 3                |  |  |                  |                        |                        |                  |                  |  |
|  | 8                | Nadia Lalami Laaroussi | 6                 | 0                | 6                |  |  | 8                | Nadia Lalami Laaroussi | Nadia Lalami Laaroussi | 1                | 2                |  |
|  | 6                | Astrid Besser          | Astrid Besser     | 6                | 6                |  |  | 6                | Astrid Besser          | Astrid Besser          | 6                | 4r               |  |
|  |                  | Stamatia Fafaliou      | Stamatia Fafaliou | 2                | 0                |  |  |                  |                        |                        |                  |                  |  |

### Parte bassa

#### Sezione 3
|  | Ottavi di finale | Ottavi di finale        | Ottavi di finale        | Ottavi di finale | Ottavi di finale |  |  | Quarti di finale | Quarti di finale    | Quarti di finale    | Quarti di finale | Quarti di finale |  |
|  |                  |                         |                         |                  |                  |  |  |                  |                     |                     |                  |                  |  |
|  | 7                | Fatima Zahrae El Allami | Fatima Zahrae El Allami | 3                | 3                |  |  |                  |                     |                     |                  |                  |  |
|  |                  | Despina Papamichail     | Despina Papamichail     | 6                | 6                |  |  |                  | Despina Papamichail | Despina Papamichail | 4                | 0                |  |
|  |                  | Yasmine Alkema          | Yasmine Alkema          | 1                | 1                |  |  | 4                | Evelyn Mayr         | Evelyn Mayr         | 6                | 6                |  |
|  | 4                | Evelyn Mayr             | Evelyn Mayr             | 6                | 6                |  |  |                  |                     |                     |                  |                  |  |

#### Sezione 4
|  | Ottavi di finale | Ottavi di finale     | Ottavi di finale     | Ottavi di finale | Ottavi di finale |  |  | Quarti di finale | Quarti di finale     | Quarti di finale | Quarti di finale | Quarti di finale |  |
|  |                  |                      |                      |                  |                  |  |  |                  |                      |                  |                  |                  |  |
|  |                  | Kimberley Cassar     | Kimberley Cassar     | 1                | 0                |  |  |                  |                      |                  |                  |                  |  |
|  | 5                | Çağla Büyükakçay     | Çağla Büyükakçay     | 6                | 6                |  |  | 5                | Çağla Büyükakçay     | 6                | 5                | 3                |  |
|  |                  | Maha Elhabishi       | Maha Elhabishi       | 1                | 0                |  |  | 2                | Eva Fernadez Brugues | 4                | 7                | 6                |  |
|  | 2                | Eva Fernadez Brugues | Eva Fernadez Brugues | 6                | 6                |  |  |                  |                      |                  |                  |                  |  |